# Kumbardi, Sakleshpur
Kumbardi là một làng thuộc tehsil Sakleshpur, huyện Hassan, bang Karnataka, Ấn Độ.